# Weihwasserbecken (Cercoux)

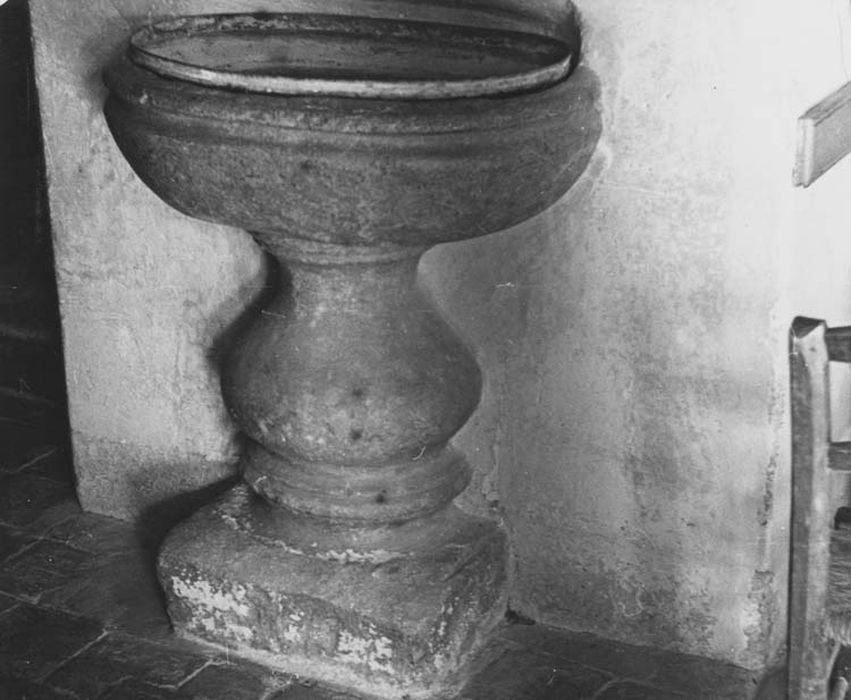
Weihwasserbecken in Cercoux

Das Weihwasserbecken in der Kirche St-Saturnin in Cercoux, einer französischen Gemeinde im Département Charente-Maritime der Region Nouvelle-Aquitaine, wurde vermutlich im 17. oder 18. Jahrhundert geschaffen. 
Im Jahr 1976 wurde das Weihwasserbecken als Monument historique in die Liste der geschützten Objekte (Base Palissy) in Frankreich aufgenommen.
Das Weihwasserbecken aus Stein steht auf einem rechteckigen Sockel und einem balusterartigen Schaft. Das ovale Becken ist nur mit einem Wulst am oberen Rand geschmückt.  